# ショーラ・アーマ
ショーラ・アーマ（Shola Ama、1979年3月18日 - ）は、イギリス・ロンドン出身の女性歌手。
ロンドンのパディントンで、スコットランド人とアイルランド人のハーフである父親と、イギリス領セントルシア出身の母親との間に生まれる。
特に1997年、1998年に活躍し、母国のイギリスで5曲がチャートインを果たした。代表曲は、1997年にイギリスで4位を記録した「ユー・マイト・ニード・サムバディ(You Might Need Somebody)」や、1998年に3位を記録した「ザ・ワン・アイ・ラヴ(You're The One I Love)」がある。